# All the Right Reasons
All the Right Reasons – piąty, studyjny album kanadyjskiej formacji rockowej Nickelback, wydany 3 oraz 4 października 2005 roku, nakładem holenderskiej wytwórni Roadrunner Records. Nad produkcją albumu czuwali, podobnie jak przy poprzednim krążku „The Long Road”, wokalista grupy, Chad Kroeger oraz Joe Moi. Materiał został zarejestrowany w „Mountain View Studios” w Vancouver. Prace nad albumem trwały nieco ponad pól roku. Podczas sesji zespół zarejestrował także nową wersję przeboju grupy Queen, „We Will Rock You”. „All the Right Reasons” jest pierwszym krążkiem nagranym wspólnie z nowym perkusistą grupy, Danielem Adairem, który zastąpił Ryana Vikedala tuż przed rozpoczęciem sesji nagraniowej. Album zadebiutował na 1 pozycji zestawienia Billboard Top 200, gdzie utrzymał się przez tydzień. W Nowej Zelandii, krążek na 1 pozycji utrzymał się przez 2 tygodnie, w Kanadzie przez miesiąc, a w Wielkiej Brytanii przez 7 tygodni. Ponadto na płycie gościnnie wystąpił m.in. Billy Gibbons, znany muzyk z grupy ZZ Top. Album „All the Right Reasons” w pierwszym tygodniu sprzedaży sprzedał się w liczbie 60.000 kopii, co pozwoliło mu na wyprzedzenie poprzednich krążków grupy, „Silver Side Up” oraz „The Long Road”. Sam album przez 102 tygodnie utrzymywał się na liście Billboard 200. Nigdy nie zszedł poniżej 30. miejsca. W samych Stanach album sprzedał się w ponad 7 milionów kopii. Dzięki temu album zrównał się z albumem „Silver Side Up” z 2001 roku, którego sprzedaż również osiągnęła 10 milionów kopii. 6 lutego 2010 roku sprzedaż albumu w Stanach Zjednoczonych wyniosła 7,301,335 kopii.
Łączna sprzedaż albumu na całym świecie wynosi 12,3 miliona kopii. W roku 2010, album został sklasyfikowany przez magazyn Billboard na 13 pozycji, w zestawieniu na „200 najlepszych albumów dekady”.

## Pisanie, nagrywanie
Po zakończeniu trasy „The Long Road Tour” w 2004 roku, zespół planował nieco dłuższą przerwę. Jednak wokalista grupy, Chad Kroeger zaczął komponować nowy materiał już na początku 2005 roku. Grupa w styczniu przyjęła nowego perkusistę, Daniela Adaira z grupy 3 Doors Down. Zastąpił on miejsce Ryana Vikedala. W lutym zespół rozpoczął sesję w studiu „Mountain View Studios”, czyli tam gdzie powstał poprzedni krążek, „The Long Road”. Sesja nagraniowa trwała nieco ponad pół roku. Zakończyła się we wrześniu. Za produkcję krążka podobnie jak i przy poprzednim krążku, odpowiedzialni są, wokalista grupy Chad Kroeger, oraz Joe Moi. Zespół do współpracy ponownie zaprosił Randy’ego Stauba, który zajął się miksem albumu, oraz Teda Jensena, który był odpowiedzialny za mastering albumu. Tym razem, zespół do udziału w sesji, zaprosił także gości. Jednym z nich był znany z grupy ZZ Top, Billy Gibbons, który udzielał się wokalnie, oraz na gitarze w dwóch utworach. W jednym z utworów, zespół wykorzystał solo gitarowe gitarzysty grupy Pantera Dimebaga Darrella, które zostało przesłane przez brata muzyka, Vincenta Paula Abbotta. Na albumie znalazło się 11 premierowych kompozycji, oraz w formie bonusu, nowa wersja przeboju grupy Queen, „We Will Rock You”. Jedynym utworem, który został nagrany już dużo wcześniej, jest utwór „Next Contestant”. Na albumie pojawiła się nowa wersja tego utworu.

## Produkcja, brzmienie
Tym razem tak jak i przy poprzednim albumie, za produkcję albumu odpowiedzialny był duet Chad Kroeger, Joe Moi. Miks albumu powierzono ponownie Randy’emu Staubowi, a mastering Tedowi Jensenowi. Proces miksowania odbył się w „The Warehouse Studios” w Vancouver, natomiast mastering w „Sterling Sound”. Prócz tego, w produkcji albumu udział brali także Mike Shipley, który był odpowiedzialny za miks 3 utworów w studiu „Shabby Road Studio City”, Brian Wohlgemuth oraz Zach Blackstone w rolach asystentów inżyniera dźwięku, Ryan Andersen który był odpowiedzialny za obróbkę cyfrową albumu.
Album „All the Right Reasons” słynie z tego, iż cechuje się dużą różnorodnością brzmieniową utworów. Tym razem zespół w porównaniu z poprzednimi albumami, zdecydował się na nieco lżejsze brzmienie. Na albumie znajduje się dużo utworów utrzymanych w stylistyce rocka alternatywnego, przeplatanych na przemian z utworami o mocniejszym hardrockowym brzmieniu. Zespół zdecydował się na większą ilość ballad, czego dowodem mogą być takie utwory jak „Far Away”, „Savin’ Me”, „If Everyone Cared”. Grupa po raz pierwszy, w swych utworach wykorzystała instrumenty klawiszowe. Album wypełniają także mocne, utrzymane w stylu hard rocka utwory, takie jak np. „Follow You Home”, „Fight for all the Wrong Reasons”, „Animals”, czy utrzymany w heavymetalowym brzmieniu utwór „Side of a Bullet”.

## Wydanie, promocja, trasa koncertowa

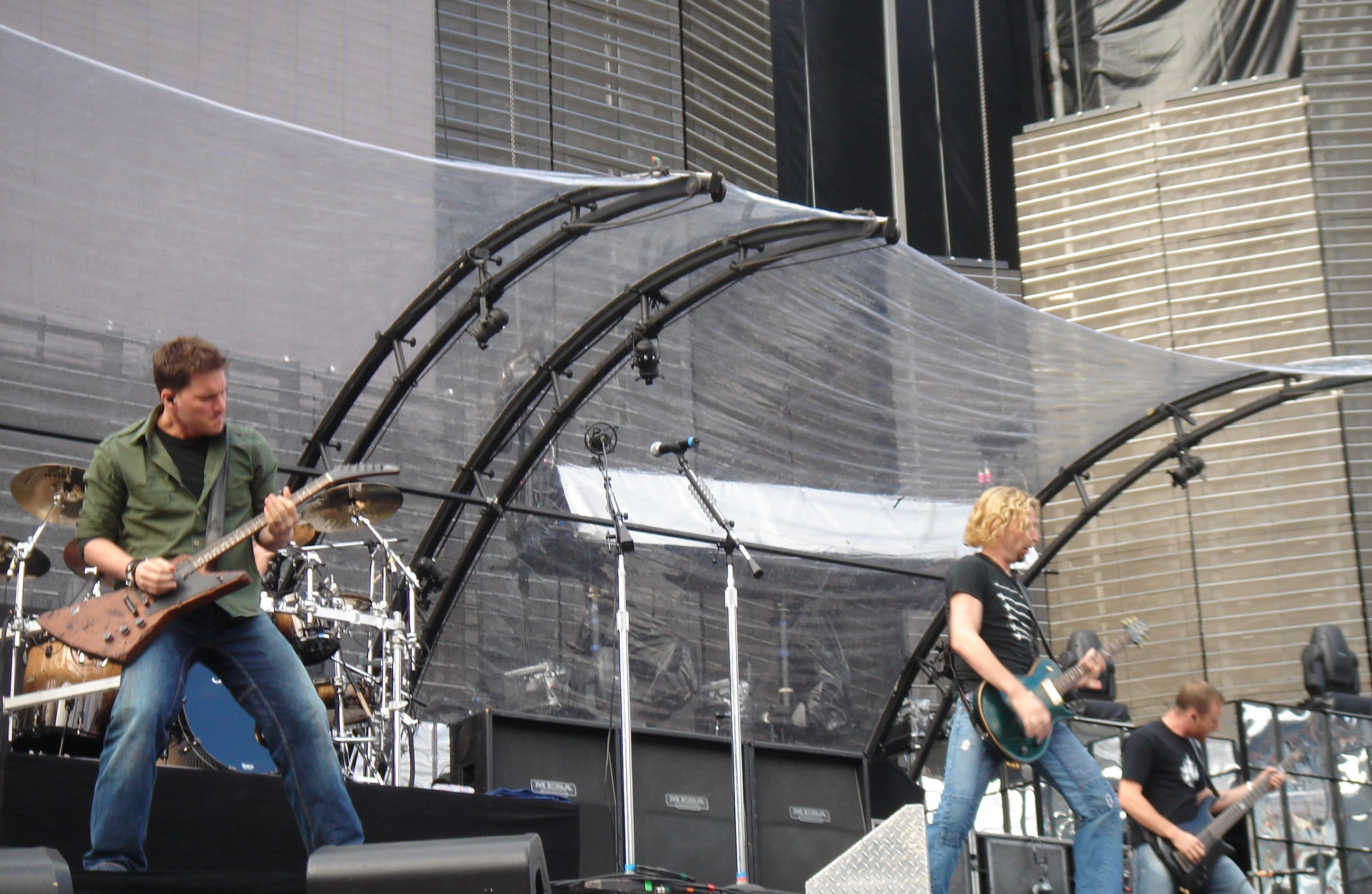
Zespół podczas koncertu w Dublinie w 2006 roku

Album „All the Right Reasons” swą premierę miał 3 października 2005 roku w Europie, oraz dzień później w Stanach Zjednoczonych”. 25 listopada ukazał się w Australii. Album promowany był przez singel „Photograph”, który odniósł duży sukces, zdobywając status podwójnej platyny. Łącznie album promowało aż 7 singli, z czego 3 dotarły na pierwsze miejsca w rodzinnej Kanadzie, a 2 na szczyt na listach przebojów w Stanach Zjednoczonych. 5 singli ukazało się w Europie, natomiast 7 w Stanach. Single dotarły także na szczyt listy przebojów w Wielkiej Brytanii. 10 lipca 2007 roku została wydana specjalna edycja płyty, która zawierała standardowy zestaw utworów, wzbogacony o 4 utwory w wersjach koncertowych, oraz wzbogacona dodatkowo o płytę DVD, na której znalazły się teledyski nakręcone do utworów z płyty oraz różnego rodzaju materiały.
Trasa promująca płytę liczyła w sumie 162 koncerty. Zaczęła się 17 stycznia 2006 roku koncertem w Prince George, a zakończyła 2 września 2007 roku koncertem w Kansas City. W sumie trasa promująca trwała ponad 2 lata. Zespół w tym czasie zagrał koncerty w Kanadzie, Stanach Zjednoczonych, Anglii, Australii, Niemczech, Austrii, Holandii, Irlandii, Szkocji. Zespół zagrał także kilkanaście koncertów w Kanadzie, Stanach oraz w Europie w roli supportu przed Bon Jovi, podczas trasy „Have a Nice Day Tour”. Zespół podczas trasy grał materiał ze wszystkich płyt, podczas jednego z takich koncertów w 2006 roku, zarejestrowano materiał na koncertowe DVD zespołu „Live from Sturgis 2006”. Była to także pierwsza trasa koncertowa zespołu z nowym perkusistą w składzie, Danielem Adairem, który w styczniu 2005 roku zastąpił na tym miejscu Ryana Vikedala.
Trasa koncertowa została podzielona na sześć etapów. Pierwszym etapem było zagranie 44 koncertów w Kanadzie oraz Stanach Zjednoczonych. Drugim etapem było zagranie 6 koncertów w Australii. Trzeci etap składał się z 16 koncertów zagranych w Europie w roli supportu Bon Jovi. Następnie grupa powróciła do Stanów, gdzie zagrała 44 koncerty, z tego 8 w roli supportu przed Bon Jovi. 5 etap trasy rozpoczął się 20 lutego 2007 roku, grupa grała w Stanach, grając w sumie 18 koncertów. Ostatni 6 etap zaczął się 28 czerwca, i liczył 38 koncertów zagranych w Kanadzie oraz Stanach. Wraz z grupą występowali Hedley, Finger Eleven, Default, State of Shock, oraz w Stanach Staind oraz Daughtry.

## Sukces
W pierwszym tygodniu od momentu wydania, album sprzedał się w liczbie 60.000 kopii, zajmując pierwsze miejsce w ojczystej Kanadzie. Album „Silver Side Up” dla porównania w pierwszym tygodniu sprzedał się w liczbie 43.000 kopii, a „The Long Road” w liczbie 45.000 kopii. W samych Stanach Zjednoczonych album sprzedał się w liczbie 6,97 miliona kopii, co pozwoliło mu przez 102 tygodnie zajmować czołowe lokaty na liście Billboard 200. Nigdy nie zszedł poniżej 30. miejsca na liście. Album ogólnie zajął pierwsze pozycje na listach Billboard 200, New Zealand Albums Chart, Canada Albums Chart, UK Albums Chart, Billboard Top Rock Albums, Billboard Top Modern Rock/Alternative Albums oraz Billboard Top Hard Rock Albums. Wysokie lokaty zajął także w Europie, 2. miejsce w Australii, 4 w Niemczech oraz Szwajcarii, 7 w Austrii. Jak dotąd „All the Right Reasons” jest najlepiej sprzedającym się albumem w dorobku grupy Nickelback. Krążek pokrył się 7-krotną platyną, którą przyznano grupie w październiku 2007 roku.

## Recenzje
Portal Rockmetal.pl: „Na początek otrzymujemy jednak mocny „Animals”, który pokazuje zespół od najostrzejszej strony. Agresywny riff, brudne gitary, dudniący bas i śpiewający z pasją Chad przypominają, że jakby nie było, Nickelback pozostaje w jakimś stopniu spadkobiercą szkoły grunge’owej. Takich szybkich i ostrych utworów jest na płycie jeszcze kilka. Na dłużej przykuwają uwagę jednak piosenki takie, jak „Follow You Home”, czy „Side of a Bullet”, a to za sprawą zaproszonych gości. W pierwszej z nich możemy usłyszeć Billy’ego Gibbonsa z ZZ Top, który nadaje utworowi charakterystyczny teksański posmak. W Teksasie pozostajemy także za sprawą kolejnej piosenki. „Side of a Bullet” to hołd oddany Dimebagowi Darrellowi, gitarzyście Pantery i Damageplan. Zespół, za pozwoleniem brata Dimebaga, umieścił w tym nagraniu niewykorzystane wcześniej solówki zarejestrowane przez tego tragicznie zmarłego muzyka. Płytę „All the Right Reasons” uzupełnia jeszcze kilka utworów w średnim tempie oraz parę ballad, z których najlepiej brzmi chyba „If Everyone Cared”.”
Portal Onet.pl: Dziennikarz miesięcznika Teraz Rock Łukasz Wewiór tak opisuje płytę: „Najnowszy album, All The Right Reasons, bywa szybki (otwierający Animals, Side Of The Bullet), niekiedy numetalowo ciężki, przypominający wcześniejsze dokonania grupy (Fight For All The Wrong Reasons, Next Contestant, Someone That You’re With), choć Nickelback nie stroni również od popowych momentów (Rockstar, zwyczajna, romantyczna balladka Far Away). Produkcja jest bardziej doszlifowana, nie ma grunge’owego brudu i surowości. Próżno szukać tu także następcy poprzednich hitów. Mamy za to rozbudowane harmonie wokalne (ponoć spora w tym zasługa nowego pałkera) w Fight For All The Wrong Reasons czy singlowym Photograph, akustyczne zwrotki i ostre, skoczne refreny Savin’ Me i If Everyone Cared.”
Portal AllMusic: Dziennikarz portalu Stephen Thomas Erlewine zauważa, że na tym albumie zespół przechodzi z charakterystycznego, brudnego grunge’owego brzmienia, do bardziej czystego rocka, skierowanego w nieco mocniejszą stronę. Zauważa także, że wokalista grupy Chad Kroeger pisze nieco bardziej osobiste teksty, co słychać w singlowym utworze „Photograph”, czy chociażby żal wyrażony w utworze „Side of a Bullet” z powodu śmierci Darrella. Portal zauważa także wykorzystanie przez zespół instrumentów klawiszowych, oraz skrzypiec w niektórych utworach, przez co album jest o wiele bardziej zróżnicowany. Mimo to portal krytycznie odnosi się do nowej płyty zespołu, twierdząc, że zespół pozostaje bez zmian.

## Lista utworów
Opracowano na podstawie materiału źródłowego
| Nr. |  | Tytuł                                 | Tekst        | Muzyka     | Długość |
| --- |  | ------------------------------------- | ------------ | ---------- | ------- |
| 1.  |  | „Follow You Home” feat. Billy Gibbons | Chad Kroeger | Nickelback | 4:19    |
| 2.  |  | „Fight For All the Wrong Reasons”     | Chad Kroeger | Nickelback | 3:43    |
| 3.  |  | „Photograph”                          | Chad Kroeger | Nickelback | 4:21    |
| 4.  |  | „Animals”                             | Chad Kroeger | Nickelback | 3:07    |
| 5.  |  | „Savin’ Me”                           | Chad Kroeger | Nickelback | 3:39    |
| 6.  |  | „Far Away”                            | Chad Kroeger | Nickelback | 3:57    |
| 7.  |  | „Next Contestant”                     | Chad Kroeger | Nickelback | 3:35    |
| 8.  |  | „Side of a Bullet”                    | Chad Kroeger | Nickelback | 2:58    |
| 9.  |  | „If Everyone Cared”                   | Chad Kroeger | Nickelback | 3:38    |
| 10. |  | „Someone that You’re With”            | Chad Kroeger | Nickelback | 4:00    |
| 11. |  | „Rockstar” feat. Billy Gibbons        | Chad Kroeger | Nickelback | 4:04    |
|     |  |                                       |              |            |         |

### Japan Edition Bonus Track
| Nr. |  | Tytuł              | Tekst     | Muzyka    | Długość |
| --- |  | ------------------ | --------- | --------- | ------- |
| 12. |  | „We Will Rock You” | Brian May | Brian May | 1:57    |
|     |  |                    |           |           |         |

### Australian Edition Bonus Track
| Nr. |  | Tytuł                     | Tekst                            | Muzyka     | Długość |
| --- |  | ------------------------- | -------------------------------- | ---------- | ------- |
| 12. |  | „Someday” (Live Acoustic) | Ch.Kroeger / R.Peake / M.Kroeger | Nickelback | 3:32    |
|     |  |                           |                                  |            |         |

## Edycja limitowana
Edycja limitowana płyty „All the Right Reasons” wydana została 10 lipca 2007 roku. Zawiera dwie płyty, jedną CD wzbogaconą dodatkowo o 4 koncertowe utwory, oraz drugą, DVD zawierającą teledyski, relacje z trasy koncertowej oraz krótki reportaż.

## Lista utworów
CD
| Nr. |  | Tytuł                                 | Tekst        | Muzyka     | Długość |
| --- |  | ------------------------------------- | ------------ | ---------- | ------- |
| 1.  |  | „Follow You Home” feat. Billy Gibbons | Chad Kroeger | Nickelback | 4:19    |
| 2.  |  | „Fight For All the Wrong Reasons”     | Chad Kroeger | Nickelback | 3:43    |
| 3.  |  | „Photograph”                          | Chad Kroeger | Nickelback | 4:21    |
| 4.  |  | „Animals”                             | Chad Kroeger | Nickelback | 3:07    |
| 5.  |  | „Savin’ Me”                           | Chad Kroeger | Nickelback | 3:39    |
| 6.  |  | „Far Away”                            | Chad Kroeger | Nickelback | 3:57    |
| 7.  |  | „Next Contestant”                     | Chad Kroeger | Nickelback | 3:35    |
| 8.  |  | „Side of a Bullet”                    | Chad Kroeger | Nickelback | 2:58    |
| 9.  |  | „If Everyone Cared”                   | Chad Kroeger | Nickelback | 3:38    |
| 10. |  | „Someone that You’re With”            | Chad Kroeger | Nickelback | 4:00    |
| 11. |  | „Rockstar” feat. Billy Gibbons        | Chad Kroeger | Nickelback | 4:04    |
|     |  |                                       |              |            |         |

DVD (Teledyski)
| Nr. |  | Tytuł                          | Tekst        | Muzyka     | Długość |
| --- |  | ------------------------------ | ------------ | ---------- | ------- |
| 1.  |  | „Photograph” (Video)           | Chad Kroeger | Nickelback | 4:39    |
| 2.  |  | „Savin’ Me” (Video)            | Chad Kroeger | Nickelback | 3:39    |
| 3.  |  | „Far Away” (Video)             | Chad Kroeger | Nickelback | 4:00    |
| 4.  |  | „If Everyone Cared” (Video)    | Chad Kroeger | Nickelback | 3:47    |
| 5.  |  | Relacje z koncertów / Reportaż |              |            |         |
|     |  |                                |              |            |         |

## Twórcy
Nickelback
- Chad Kroeger – śpiew, gitara prowadząca
- Ryan Peake – gitara rytmiczna, wokal wspierający
- Mike Kroeger – gitara basowa
- Daniel Adair – perkusja, wokal wspierający

Muzycy sesyjni
- Billy Gibbons – śpiew oraz gitara elektryczna (utwory 1 oraz 11)
- Timmy Dawson – fortepian (utwory 5 oraz 9)
- Dimebag Darrell – gitara solowa (partia) (utwór 8)
- Brian Larson – instrument smyczkowy (utwór 6)
- Chris Gerstrin – organy (utwór 11)

Produkcja
- Nagrywany: styczeń – lipiec 2005 roku w studiu Mountain View Studios w Abbotsford (Kolumbia Brytyjska)
- Producent muzyczny: Chad Kroeger, Joey Moi
- Realizator nagrań: Chad Kroeger, Joey Moi
- Mastering: Ted Jensen w Sterling Sound
- Miksowanie: Mike Shipley (utwory 3 oraz 6) w Shabby Road Studio City, Randy Staub (reszta) w The Warehouse Studios w Vancouver
- Asystent inżyniera dźwięku: Brian Wohlgemuth (utwory 3 oraz 6), Zach Blackstone
- Obróbka cyfrowa: Joey Moi, Ryan Andersen
- Koordynator prac albumu: Kevin Zaruk

- Manager: Bryan Coleman
- Teksty piosenek: Chad Kroeger
- Aranżacja: Chad Kroeger, Ryan Peake, Mike Kroeger, Daniel Adair, Dimebag Darrell, Brian May
- Zdjęcia: Richard Beland
- Zdjęcia w studio: Kevin Estrada
- Wytwórnia: Roadrunner
- Pomysł okładki: Nickelback

## Osiągnięcia
- Dzięki sprzedaży ponad 11 milionów kopii, album „All the Right Reasons” jest najlepiej sprzedającym się krążkiem w Stanach przez zespół, co pozwoliło na wyprzedzenie płyty „Silver Side Up” z 2001 roku
- „All the Right Reasons” był 4 najlepiej sprzedającym się albumem w Stanach w roku 2006. Zanotowano sprzedaż ponad 2,6 miliona kopii
- Singlowy utwór „Photograph” stał się szóstym w historii Stanów Zjednoczonych utworem, którego darmowe pobranie z internetu przekroczyło liczbę miliona ściągnięć po 28 tygodniach
- „All the Right Reasons” jest pierwszym albumem w dorobku grupy, który zadebiutował na 1 pozycji na liście Billboard 200
- Album sprzedał się w ponad 100.000 kopii w ciągu jednego tygodnia
- Dzięki tej płycie, zespół zdobył po raz pierwszy statuetkę American Music Awards
- „All the Right Reasons” jest trzecim z rzędu albumem grupy, który uzyskał certyfikat co najmniej 3x platyna w Stanach Zjednoczonych, oraz jest drugim albumem który osiągnął status 6x platyny w Stanach Zjednoczonych po roku 2001, kiedy uczynił to album „Silver Side Up”
- Wszystkie single z albumu osiągnęły łącznie liczbę ponad 8 milionów darmowych pobrań z internetu („Photograph” – 1.815.798, „Far Away” – 1.394.901, „Savin’ Me” – 856.403 „If Everyone Cared” – 1.110.819, „Rockstar” – 3.000.000)
- Wraz z albumem „Dark Horse”, „All the Right Reasons” jest rekordzistą pod względem wydanych singli (7)
- „All the Right Reasons” w 44 tygodniu od momentu wydania, wrócił na listę 10 najlepszych płyt w Stanach i pozostał na niej przez dwa tygodnie. W 48 tygodniu, album ponownie wszedł na listę za sprzedaż 60.000 egzemplarzy. W 56 tygodniu krążek znów wrócił do czołowej dziesiątki (miejsce 9), tym razem za sprzedaż 49.000 kopii. W 67 tygodniu od momentu wydania, album znów dostał się do czołowej dziesiątki (miejsce 10) za sprzedaż 35.000 kopii, a tydzień później awansował na pozycję 8. W 93 tygodniu od wydania, album dotarł do pozycji 12. Tydzień później album awansował z pozycji 12 na 9, za sprzedaż 43.000 kopii. W 99 tygodniu, album ponownie dotarł do pozycji 9, za sprzedaż 39.000 kopii. W 100 tygodniu od momentu wydania, album zajął 10. miejsce za sprzedaż 40.000 kopii. Tydzień później awansował o 2 pozycje do góry, za sprzedaż 38.000 kopii. W 102 tygodniu, album dotarł do wysokiej 7 pozycji, za sprzedaż 35.000 kopii. Od 1963 roku, tylko 5 albumów było w „Top 10” przez 102 tygodnie. Dzięki temu, „All the Right Reasons” jest szóstym krążkiem w historii, któremu udało się to osiągnąć.
- „All the Right Reasons” w sumie przebywał przez 29 tygodni w „Top 10” i 75 tygodni w „Top 20” notowania Billboard 200. pozostawał również przez 27 tygodni na australijskiej liście „Top 10, oraz przez 28 tygodni w Nowej Zelandii.

## Pozycje
| Lista (2005/2006)                                 | Najwyższa pozycja |
| ------------------------------------------------- | ----------------- |
| U.S. Billboard 200                                | 1 (1)             |
| New Zealand Albums Chart                          | 1 (2)             |
| Canada Albums Chart                               | 1 (4)             |
| UK Rock Albums                                    | 1 (7)             |
| U.S. Billboard Top Rock Albums                    | 1                 |
| U.S. Billboard Top Modern Rock/Alternative Albums | 1                 |
| U.S. Billboard Top Hard Rock Albums               | 1                 |
| Australian Albums Chart                           | 2                 |
| UK Album Chart                                    | 2                 |
| Germany Albums Chart                              | 4                 |
| Switzerland Albums Chart                          | 4                 |
| Irish Albums Chart                                | 4                 |
| Austria Albums Chart                              | 7                 |
| European Top 100 Albums                           | 7                 |
| U.S. Billboard Top Internet Albums                | 9                 |
| Top Internet Albums                               | 12                |
| Top Digital Albums                                | 15                |
| Netherlands Albums Chart                          | 20                |
| Sweden Albums Chart                               | 22                |
| Italian Albums Chart                              | 31                |
| Denmark Albums Chart                              | 32                |
| Finland Albums Chart                              | 32                |
| Belgium Albums Chart                              | 35                |
| France Albums Chart                               | 67                |
| United World Chart                                | 2 (2)             |

| Kraj              | Certyfikacja |
| ----------------- | ------------ |
| Kanada            | 7× Platyna   |
| Stany Zjednoczone | 8× Platyna   |
| Australia         | 4× Platyna   |
| Nowa Zelandia     | 4× Platyna   |
| Wielka Brytania   | 2× Platyna   |
| Austria           | Złoto        |
| Niemcy            | Platyna      |
| Szwajcaria        | 3× Platyna   |

## Wydania albumu

### Płyta kompaktowa
| Kontynent                | Wydawca        | Data wydania        | Wersja |
| ------------------------ | -------------- | ------------------- | ------ |
| Irlandia                 | Roadrunner     | 2 października 2005 | CD     |
| Kanada                   | EMI            | 4 października 2005 | CD     |
| Australia                | Roadrunner     | 29 listopada 2005   | CD     |
| Świat (Edycja specjalna) | Roadrunner/EMI | 10 lipca 2007       | CD/DVD |